# 托雷河
托雷河（法語：Thoré，法語發音：[tɔʁe]）是法國的河流，位於該國西南部，屬於阿古河的左支流，河道全長61.7公里，流域面積608平方公里，平均流量每秒15.9立方米，發源自里约塞克，河口處在纳韦斯和卡斯特尔之間。

## 外部連結
- http://www.geoportail.fr （页面存档备份，存于）
- Sandre数据库上的托雷河 （页面存档备份，存于）